# Église Saint-Vincent de Loubens
Pour les églises ayant le même vocable, voir Église Saint-Vincent.
L'église Saint-Vincent de Loubens est une église catholique située à Loubens, en France.

## Localisation
L'église est située dans le département français de la Gironde, sur la commune de Loubens, au cœur du bourg.

## Historique
L'édifice construit, à l'origine, au XIIe siècle et remanié au XVe est inscrit au titre des monuments historiques par arrêté du 21 décembre 1987 pour son clocher et sa façade sud.

## Notes et références

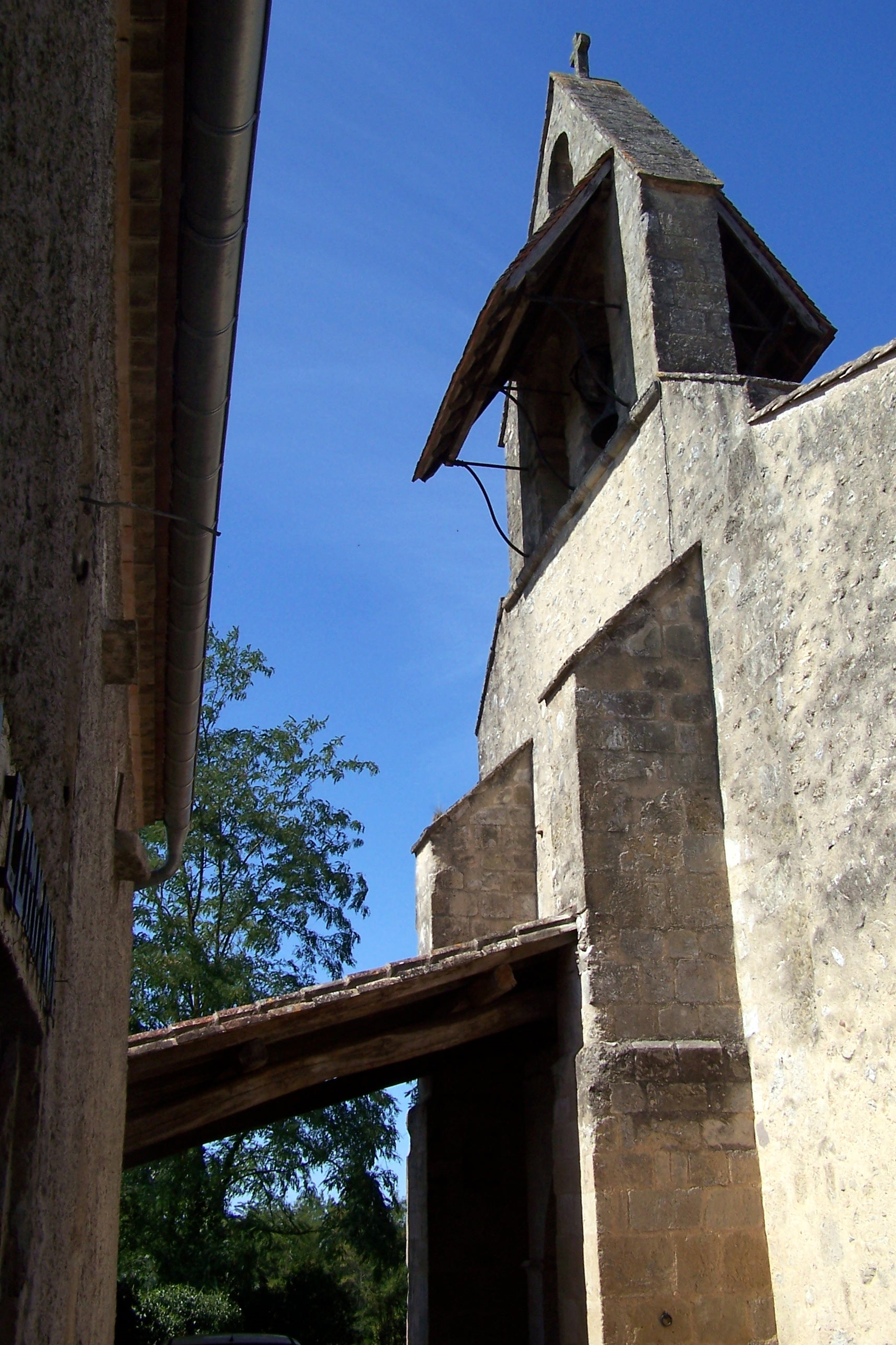
Le clocher, objet de l'inscription (août 2010)
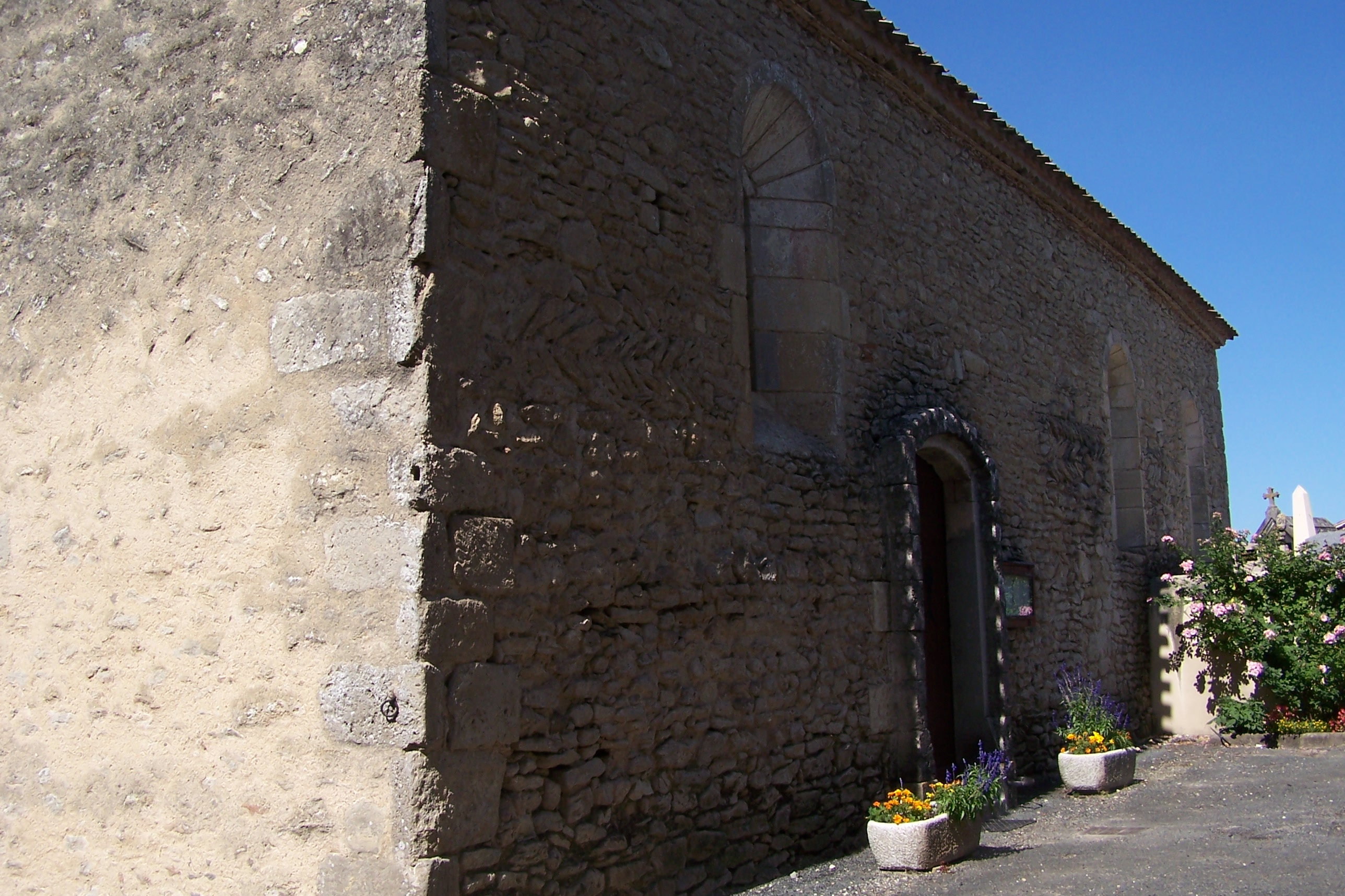
Le mur face au sud, objet de l'inscription (août 2010)
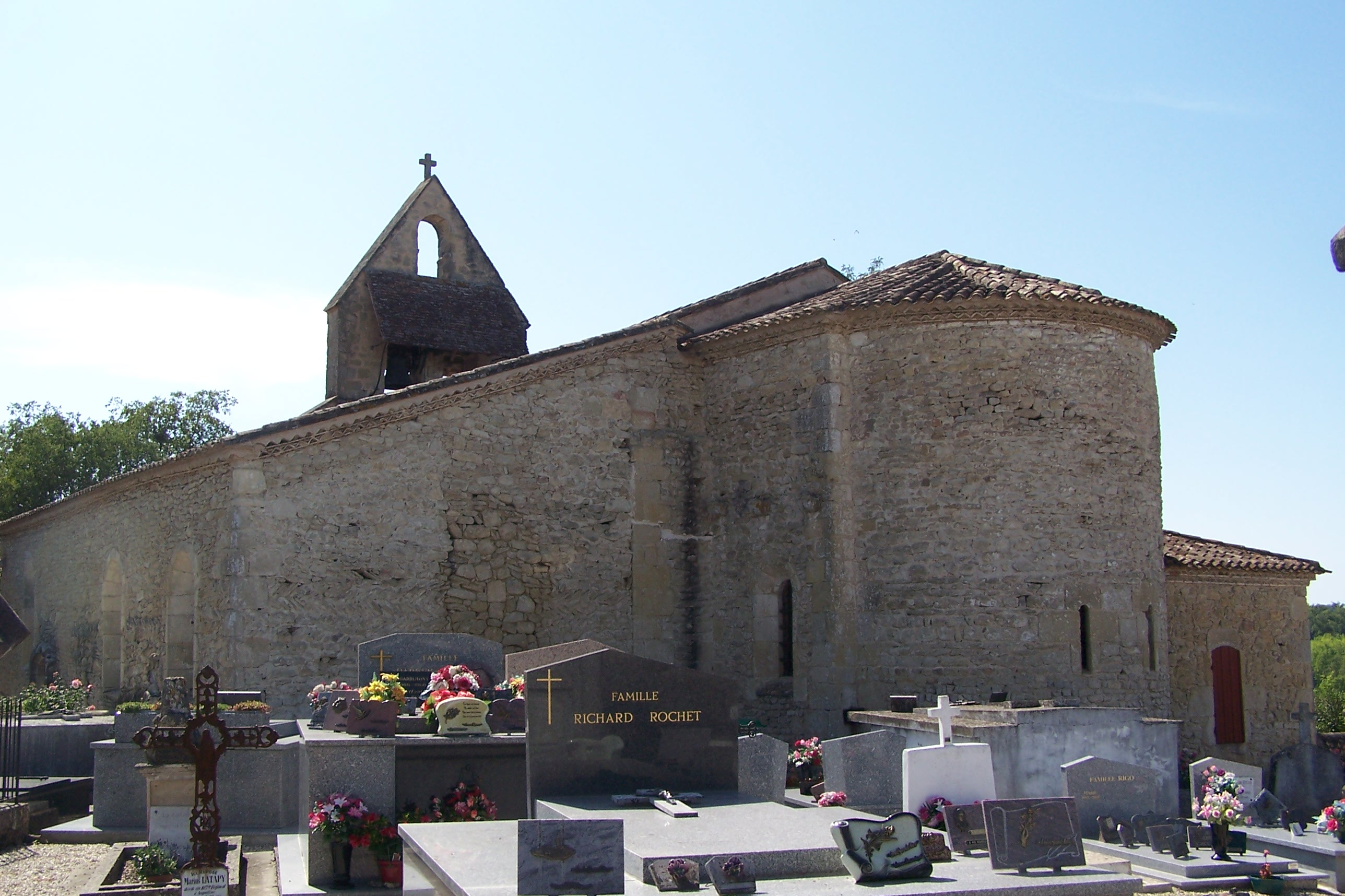
Le chevet (août 2010)